# 多佛府
51°30′15″N 0°7′37″W / 51.50417°N 0.12694°W
多佛府（Dover House）是位於英國倫敦白廳的一座一級登錄建築，也是蘇格蘭部在倫敦的總部所在地。多佛府的設計者是詹姆士·潘恩（James Paine），修建之初是一座私人住宅。多佛府對面是威爾斯事務部格威瑟府。

## 外部連結
- 维基共享资源上的相關多媒體資源：多佛府
- Dover House entry from The DiCamillo Companion to British & Irish Country Houses
- Dover House（页面存档备份，存于） page from the Survey of London